# Strongyleria
Strongyleria – rodzaj roślin z rodziny storczykowatych (Orchidaceae). Obejmuje 4 gatunki występujące  w Azji Południowo-Wschodniej w takich krajach i regionach jak: Asam, Borneo, Kambodża, Chiny, wschodnie Himalaje, Hajnan, Laos, Malezja Zachodnia, Moluki, Mjanma, Nowa Gwinea, Filipiny, Celebes, Sumatra, Tajlandia, Tybet, Wietnam.

## Systematyka
Rodzaj sklasyfikowany do podplemienia Eriinae w plemieniu Podochileae, podrodzina epidendronowe (Epidendroideae), rodzina storczykowate (Orchidaceae), rząd szparagowce (Asparagales) w obrębie roślin jednoliściennych.
Wykaz gatunków
- Strongyleria hirsutipetala (Ames) Schuit., Y.P.Ng & H.A.Pedersen
- Strongyleria leiophylla (Lindl.) Schuit., Y.P.Ng & H.A.Pedersen
- Strongyleria pannea (Lindl.) Schuit., Y.P.Ng & H.A.Pedersen
- Strongyleria pellipes (Rchb.f. ex Hook.f.) Schuit., Y.P.Ng & H.A.Pedersen